# 住吉具慶

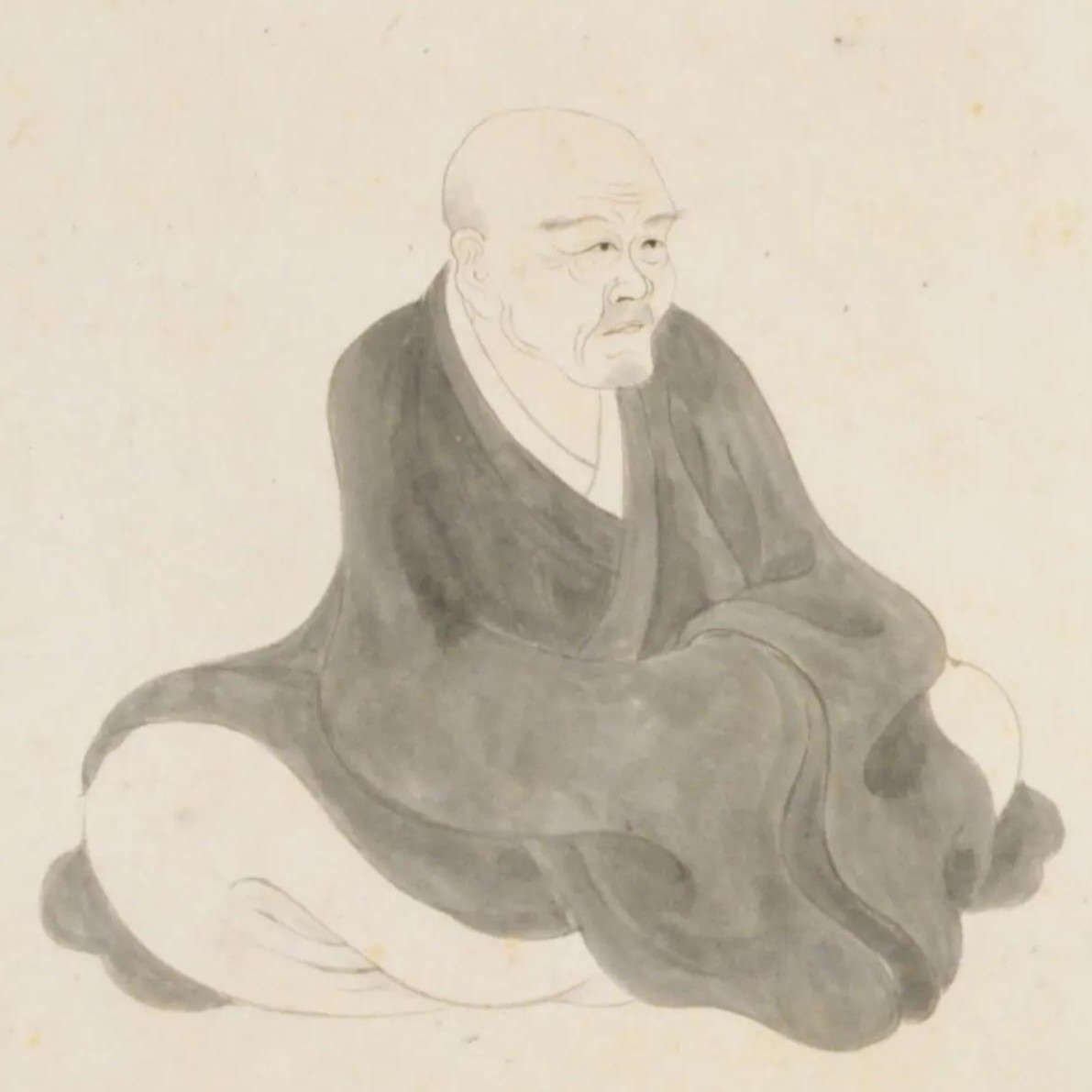
住吉具慶（『肖像集』）

住吉 具慶（すみよし ぐけい、寛永8年（1631年） - 宝永2年4月3日（1705年4月23日））は、江戸時代前期の絵師。住吉如慶の長男で住吉派の2代目。名は広純、のち広澄。通称は内記、別号に松岩。弟に広夏（鶴州）。江戸前期を代表する大和絵師のひとり。

## 来歴
如慶の嫡男として京都で生まれる。延宝2年（1674年）5月17日44歳の時、妙法院門跡尭恕法親王のもとで父と同様、剃髪・得度。法名を具慶と号し、同年6月4日法橋に叙せられた。延宝5年（1677年）には東福門院の新造御所の障壁画を描いたという記録が残る。翌年、飛鳥井雅章の孫娘・清姫が越前松平家へ輿入れする際に「徒然草画帖」(東京国立博物館蔵)を制作。更にその翌年、父如慶が未完成におわった「東照宮縁起絵巻」（現存せず）を完成させて江戸へ持参、その功績により4代将軍徳川家綱から褒美200両を拝領した。また、このとき逗留した寛永寺で「元三(がんさん)大師縁起絵」「慈眼(じげん)大師縁起絵」の『両大師縁起絵』を、衆侶の求めで描いている（共に寛永寺蔵）。延宝8年(1680年）禁裏の命で「年中行事絵巻」の模写をおこなう（個人蔵）。
父に次いで天和3年（1683年）京都から江戸へ召しだされ10人扶持を与えられる。貞享2年（1685年）には5代将軍徳川綱吉に仕え100俵加増、御廊下番を仰せつかり、道三河岸に屋敷を拝領する。これより以後代々幕府の御用絵師を務めることになった。これにより狩野派に独占されていた幕府の絵師に、大和絵の住吉家が初めて進出したことになる。元禄2年（1679年）加増され禄が200俵になり、元禄4年（1691年）奥医師並に昇進、狩野益信、北村季吟と共に法眼に叙せられた。季吟とは公私に渡る深い交流があり（『古画備考』）、その物語解釈を絵に取り入れたと考えられる。元禄11年（1698年）今度は鎌倉河岸に町屋敷を拝領する。宝永2年75歳で没。戒名は圓龍院前法眼具慶松巖廣澄居士。京都廬山寺及び東都護国寺(のち多磨霊園に改葬)に葬られた。弟子に土佐慶琢など。

## 作風
具慶の画風も父の如慶と同様に、基本的には大和絵の伝統に則り、古典的な画題を本顔料を用い、細密に彩色描写した物が多い。しかし、単に古典の引用にとどまらることなく、時代の需めに応じながら新たな大和絵を模索している。父と比べ、一段と繊細さを加え、彩色と鮮麗さを増して一層装飾的になっており、作品によっては狩野派の筆法や、写実的な描法を取り入れている。物語絵を眺めると、元のテキストに忠実に逐語的に絵画化しながらも、テキストと関係ない部分も有機的に描き出している。特に人物描写に優れ、ユーモアを交えた活き活きとした筆力ある筆致は、父・如慶を超えたとも評される（古筆了仲『扶桑画人伝』）。こうしたテキストの理解を助け、かつドラマティックに演出しようとする工夫は、新たな宮廷文化の享受者である将軍家や大名家に向けた新しい大和絵と言える。

## 代表作
| 作品名                    | 技法         | 形状・因数     | 寸法（縦x横cm） | 所有者                                   | 年代                      | 款記・印章                                                | 備考 |
| ------------------------- | ------------ | -------------- | --------------- | ---------------------------------------- | ------------------------- | --------------------------------------------------------- | --- |
| 多武峰縁起絵巻            | 紙本著色     | 1巻            |                 | 奈良・談山神社                           | 1661-62年（寛文元年-2年） |                                                           | 如慶との合作。詞書は二条光平をはじめ藤原氏一門43人の寄合書。本来は上下2巻だったが、現在は上巻のみ残る。 |
| 春郊放牧田園秋色図        | 紙本著色     | 六曲一双       |                 | 奈良・円照寺                             | 1662年（寛文2年）以降     |                                                           | |
| 筥崎八幡宮縁起絵巻        | 紙本著色     | 2巻            |                 | 福岡・筥崎宮                             | 1672年（寛文12年）        |                                                           | |
| 源氏物語絵巻              |              | 1巻            |                 | 東京国立博物館                           | 1674年（延宝2年）以降     |                                                           | MOA美術館にも同様の作品がある |
| 三十六歌仙画帖            | 絹本著色     | 1帖            |                 | 東京・板橋区立美術館                     | 1674-76年（延宝2-4年）頃  | 左右各面最後に款記「法橋具慶筆」/各図に「広澄」朱文方印   | |
| 徒然草画帖                | 絹本著色     | 1帖50図        |                 | 東京国立博物館                           | 1678年（延宝6年）         | 款記「法橋具慶筆」                                        | 詞書は鷹司房輔、妙法院尭恕法、大炊御門経光、千種有能、飛鳥井雅章ほか45名。雅章の孫娘・清姫が、福井藩主・松平綱昌へ輿入れする際調製された。 |
| 元三大師縁起絵巻          | 紙本著色     | 3巻            |                 | 東京・寛永寺                             | 1679年（延宝7年）         |                                                           | 本実成院胤海詞書。元は全6巻だったが、現在は巻1,2,5にあたる3巻分のみ残る。しかし、東京国立博物館所蔵の自筆稿本（7巻）や弘前・報恩寺所蔵の模本（6巻）などからほぼ復元ができる「石山寺縁起絵巻」や「融通念仏縁起絵巻」からの図用の転用や、高階隆兼や土佐光茂の画風に学んだ形跡が見られる。 |
| 慈眼大師縁起絵巻          | 紙本著色     | 3巻            |                 | 東京・寛永寺                             | 1680年（延宝8年）         |                                                           | 本実成院胤海詞書。重要美術品。 |
| 中殿御会記                | 絹本著色     | 1巻            |                 | ニューヨーク公共図書館                   | 法橋期                    |                                                           | |
| 定家詠十二ヶ月花鳥図屏風  | 絹本著色     | 六曲一双押絵貼 | 97.6x42.2（各） | 高津古文化会館                           | 法橋期                    | 款記「法橋具慶筆」                                        | |
| 洛中洛外図屏風            | 紙本金地著色 | 六曲一双       |                 | 個人（京都国立博物館寄託）               |                           |                                                           | 本作品と類似する作例が、歴博F本（国立歴史民俗博物館蔵）など12点確認されている。 |
| 洛中洛外図巻              | 絹本著色     | 1巻            |                 | 東京国立博物館                           |                           |                                                           | |
| 都鄙図巻                  | 絹本著色     | 1巻            |                 | 奈良・興福院                             |                           | 款記「法眼具慶筆」 「住吉画所」朱文方印・「広澄」白文方印 | 奈良市指定文化財。晩年の代表作の一つ。蓋箱には徳川綱吉から寄付されたと記されている。この伝承の裏付けは取れないが、幾つかある類似作のなかでも各場面が長大で人物も多く丁寧に描かれており、10m以上にわたる絵絹には継ぎ目が全く無いなど特別な制作だったことがうかがえる 。                  |
| 都鄙図巻                  |              |                |                 | アイルランド・チェスター・ビーティ図書館 |                           |                                                           | |
| 六玉川絵巻                | 絹本著色     | 1巻            |                 | カリフォルニア大学景元斎コレクション     |                           | 款記「法眼具慶筆」                                        | |
| 観桜図屏風                | 紙本著色     | 六曲一隻       | 151.8x318.1     | 東京国立博物館                           |                           | 款記「法眼具慶筆」                                        | 伊勢物語第八十二段「渚の院」を絵画化したもの |
| 源氏物語図 （若菜上・下） | 紙本著色     | 六曲一双       |                 | 東京・根津美術館                         |                           |                                                           | |
| 宇治拾遺物語絵巻          | 絹本著色     | 1巻            |                 | 東京・出光美術館                         |                           |                                                           | 重要美術品 |
| 時代不同寄書              | 絹本著色     | 2帖50図        |                 | 東京・静嘉堂文庫                         |                           |                                                           | 表絵師・猿屋町代地狩野家の狩野寿石と合作。具慶が書いた上帖裏表紙見返しの夏景図には、当時の日本画では非常に珍しい虹が描かれている。 |
| 三十六歌仙図画帖          | 紙本著色     |                | 41.5x25.7（各） | 三重・斎宮歴史博物館                     |                           |                                                           | 具慶の「三十六歌仙画帖」は、上記を含め計4組知られている。 |
| 源氏物語絵巻              |              |                |                 | MIHO MUSEUM                              |                           |                                                           | 仙台伊達家伝来。 |

## 参考資料
- 展覧会図録 『江戸のやまと絵  住吉如慶・具慶』 サントリー美術館、1985年
- 下原美保 「住吉如慶・具慶によるやまと絵制作について -画題の傾向を中心に-」『鹿児島大学教育学部研究紀要 人文社会科学編』第60号、2008年（PDF）
- 下原美保 「ボストン美術館蔵住吉具慶筆「徒然草図」について」『鹿児島大学教育学部研究紀要 人文社会科学編』第63号・平成23年（2011年）度、2012年3月、pp.23-31（PDF）
- 下原美保 「近世初期の古典文化復興とやまと絵師の役割について ―住吉派を中心に」（同編 『近世やまと絵再考―日・米・英それぞれの視点から』 ブリュッケ、2013年10月、pp.99-118。ISBN 978-4-434-18383-6
  - 単行版『住吉派研究』藝華書院、2017年4月。ISBN 978-4-904706-06-0